# Tobias Müller (sciatore)
Tobias Müller (Oberstdorf, 2 ottobre 1992) è uno sciatore freestyle ed ex sciatore alpino di telemark tedesco, specialista dello ski cross e di classico, sprint e sprint parallelo.

## Biografia
Originario di Oberstdorf, Tobias Müller ha debuttato in Coppa del Mondo di telemark il 12 gennaio 2011, giungendo 17º nello slalom gigante a Bad Hindelang. A Méribel, il 6 febbraio dello stesso anno, ha ottenuto il suo primo podio nel massimo circuito, classificandosi al 2º posto nella gara di sprint vinta dal francese Philippe Lau. Il 23 gennaio 2012 ha ottenuto la sua prima vittoria, imponendosi nella stessa specialità a Bohinj. Durante la sua carriera da sciatore di telemark Müller ha vinto tre volte Coppa del Mondo generale di telemark, altrettante volte la Coppa del Mondo di classico e quella di sprint e due volte quella di sprint parallelo. Ha vinto 10 medaglie ai Mondiali, sette ori, due argenti e un bronzo, e 46 gare di Coppa del Mondo.
Nella seconda parte della carriera si è dedicato allo sci freestyle, specializzandosi nello ski cross. Ha iniziato a disputare gare FIS nell'aprile 2017 e ha debuttato in Coppa del Mondo di freestyle il 7 dicembre dello stesso anno a Val Thorens, giungendo 38º. Ha ottenuto il primo podio il 14 gennaio 2022, a Nakiska, classificandosi 3º nella gara vinta dallo svedese David Mobärg. Ha preso parte Giochi olimpici invernali di Pechino 2022, giungendo 26º nello ski cross, e ha esordito ai Campionati mondiali a Engadina 2025, dove ha vinto la medaglia d'argento nella gara individuale e si è classificato 5º in quella a squadre.

## Palmarès

### Telemark

#### Mondiali
- 10 medaglie:
  - 7 ori (classico, sprint e sprint parallelo a Espot 2013; classico, sprint, sprint parallelo a Steamboat Springs 2015; sprint a La Plagne/Montchavin-Les-Coches 2017)
  - 2 argenti (classico e sprint a Rjukan 2011)
  - 1 bronzo (classico a La Plagne/Montchavin-Les-Coches 2017)

#### Mondiali juniores
- 8 medaglie:
  - 6 ori (classico ad Hafjell 2011; classico, sprint e sprint parallelo Espot 2012; classico e sprint a Les Houches-Chamonix 2013)
  - 1 argento (sprint ad Hafjell 2011)
  - 1 bronzo (slalom gigante ad Hafjell 2011)

#### Coppa del Mondo
- Vincitore della Coppa del Mondo generale di telemark nel 2014, nel 2015 e nel 2017
- Vincitore della Coppa del Mondo di classico nel 2014, nel 2016 e nel 2017
- Vincitore della Coppa del Mondo di sprint nel 2014, nel 2015 e nel 2017
- Vincitore della Coppa del Mondo di sprint parallelo nel 2014 e nel 2017
- 81 podi:
  - 46 vittorie
  - 24 secondi posti
  - 11 terzi posti

##### Coppa del Mondo - vittorie
| Data             | Luogo                   | Paese       | Disciplina |
| ---------------- | ----------------------- | ----------- | ---------- |
| 23 gennaio 2012  | Bohinj                  | Slovenia    | SP         |
| 29 gennaio 2012  | Kvittfjell              | Norvegia    | CL         |
| 14 febbraio 2012 | Steamboat Springs       | Stati Uniti | CL         |
| 18 febbraio 2012 | Steamboat Springs       | Stati Uniti | SP         |
| 9 febbraio 2013  | Les Houches-Chamonix    | Francia     | SP         |
| 5 marzo 2013     | Geilo                   | Norvegia    | SP         |
| 6 marzo 2013     | Geilo                   | Norvegia    | CL         |
| 30 novembre 2013 | Hintertux               | Austria     | SP         |
| 1º dicembre 2013 | Hintertux               | Austria     | PR         |
| 21 dicembre 2013 | Les Contamines-Montjoie | Francia     | PR         |
| 23 dicembre 2013 | Les Contamines-Montjoie | Francia     | PR         |
| 18 gennaio 2014  | Rauris                  | Austria     | CL         |
| 11 febbraio 2014 | Steamboat Springs       | Stati Uniti | CL         |
| 12 febbraio 2014 | Steamboat Springs       | Stati Uniti | CL         |
| 14 febbraio 2014 | Steamboat Springs       | Stati Uniti | PR         |
| 18 marzo 2014    | Funäsdalen              | Svezia      | SP         |
| 22 marzo 2014    | Geilo                   | Norvegia    | PR         |
| 23 marzo 2014    | Geilo                   | Norvegia    | SP         |
| 24 marzo 2014    | Geilo                   | Norvegia    | CL         |
| 27 marzo 2014    | Rjukan                  | Norvegia    | CL         |
| 28 marzo 2014    | Rjukan                  | Norvegia    | PR         |
| 29 novembre 2014 | Hintertux               | Austria     | SP         |
| 30 novembre 2014 | Hintertux               | Austria     | PR         |
| 17 gennaio 2015  | Bad Hindelang           | Germania    | SP         |
| 20 gennaio 2015  | Golte                   | Slovenia    | SP         |
| 24 gennaio 2015  | Rauris                  | Austria     | CL         |
| 8 marzo 2015     | Thyon                   | Svizzera    | PR         |
| 13 marzo 2015    | Mürren/Schilthorn       | Svizzera    | CL         |
| 14 marzo 2015    | Mürren/Schilthorn       | Svizzera    | SP         |
| 20 marzo 2015    | Rjukan                  | Norvegia    | SP         |
| 6 febbraio 2016  | Espot                   | Spagna      | CL         |
| 27 febbraio 2016 | Bad Hindelang/Oberjoch  | Germania    | SP         |
| 2 marzo 2016     | Golte                   | Slovenia    | SP         |
| 10 marzo 2016    | Rjukan                  | Norvegia    | SP         |
| 11 marzo 2016    | Rjukan                  | Norvegia    | SP         |
| 12 marzo 2016    | Rjukan                  | Norvegia    | PR         |
| 16 marzo 2016    | Mürren                  | Svizzera    | CL         |
| 17 marzo 2016    | Mürren                  | Svizzera    | SP         |
| 26 novembre 2016 | Hintertux               | Austria     | SP         |
| 27 novembre 2016 | Hintertux               | Austria     | PR         |
| 22 gennaio 2017  | Méribel                 | Francia     | PR         |
| 4 febbraio 2017  | Bad Hindelang/Oberjoch  | Germania    | PR         |
| 26 febbraio 2017 | Hurdal-Akershus         | Norvegia    | SP         |
| 1º marzo 2017    | Rjukan                  | Norvegia    | CL         |
| 2 marzo 2017     | Rjukan                  | Norvegia    | SP         |
| 11 marzo 2017    | Thyon                   | Svizzera    | SP         |

Legenda:

CL = classico

SP = sprint

PR = sprint parallelo

### Mondiali
- 1 medaglia:
  - 1 argento (ski cross a Engadina 2025)

#### Coppa del Mondo
- Miglior piazzamento nella Coppa del Mondo di ski cross: 8º nel 2023
- 3 podi:
  - 1 secondo posto
  - 2 terzi posti